# Montferrier
Montferrier är en kommun i departementet Ariège i regionen Occitanien i södra Frankrike. Kommunen ligger  i kantonen Lavelanet som ligger i arrondissementet Foix. År 2022 hade Montferrier 544 invånare.

## Befolkningsutveckling
Antalet invånare i kommunen Montferrier
Referens: INSEE